# 4-Метоксиэстрон
4-Метоксиэстрон — встречающийся в природе метоксилированный катехиновый эстроген и метаболит из эстрона, участвующий в процессе детоксикации эстрогенов. Является конечной стабильной биологической формой 4-гидроксиэстрона, безвредной для организма. Образуется через процесс метилирования эстрона с помощью фермента Катехол-О-метилтрансферазой через промежуточный 4-гидроксиэстрон. Обладает эстрогенной активностью, аналогично эстрону и 4-гидроксиэстрону. Метокси-группа представляет собой функциональную группу, состоящую из метильной группы, связанной с кислородом. Функционально метоксигруппа представляет собой типичный электронодонорный заместитель, обычно участвующий в эфирной или сложноэфирной связи с углеродным скелетом более крупной молекулы. Замена атома водорода в алкане метоксигруппой увеличивает полярность и реакционную способность, что приводит к ускорению канцерогенных эффектов.